# Mirjana Isaković
Mirjana Isaković (serb. Мирјана Исаковић; ur. 31 grudnia 1936 roku w Aranđelovacu, zm. 5 czerwca 2020 w Belgradzie) – serbska rzeźbiarka i ceramiczka.

## Życiorys
W 1963 ukończyła studia w Akademii Sztuk Pięknych w Belgradzie. Po studiach pozostała na macierzystej uczelni, uzyskując w 1971 tytuł profesora. Kierowała katedrą rzeźby i ceramiki do przejścia na emeryturę w 2002. Dzięki Isaković twórczość serbskich ceramików zyskała uznanie międzynarodowe.
W 1964 zorganizowano w Belgradzie pierwszą wystawę prac artystki. Jej prace prezentowano na wystawach w Nowym Sadzie, Banjaluce i Zagrzebiu, ale także we Włoszech. W 1970 prace Isaković zaprezentowano na Międzynarodowej Wystawie Ceramiki w Sopocie. W 1986 otrzymała nagrodę Stowarzyszenia Artystów i Projektantów Jugosławii za całość dokonań artystycznych. W 2010 otwarto retrospektywną wystawę prac artystki w salach belgradzkiego Muzeum Sztuki Stosowanej.
Zmarła w 2020 i została pochowana na Cmentarzu Bežanijskim w Belgradzie.